# Brion-sur-Ource
Brion-sur-Ource é uma comuna francesa na região administrativa da Borgonha-Franco-Condado, no departamento de Côte-d'Or. Estende-se por uma área de 14,41 km². Em 2010 a comuna tinha 237 habitantes (densidade: 16,4 hab./km²).